# Norbert Loh
Norbert Loh (* 12. Oktober 1952 in Flensburg) ist ein deutscher Journalist und Buchautor.

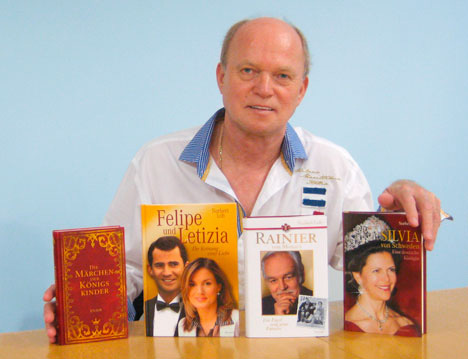
Norbert Loh

## Leben
Loh war von 1972 bis 1982 für das royale Ressort bei den Zeitschriften 7 TAGE und Frau mit Herz tätig. Von 1982 bis 2025 war er für die Zeitschrift die aktuelle Berichterstatter über europäische Königshäuser. Während seiner Tätigkeit lernte er auch mehrere Monarchen persönlich kennen.

## Werke
- Norbert Loh: Silvia von Schweden. Eine deutsche Königin. Droemer Knaur, 2003.
- Norbert Loh: Felipe und Letizia. Die Krönung einer Liebe. Droemer Knaur, 2004.
- Norbert Loh: Rainier von Monaco. Ein Fürst und seine Familie. Droemer Knaur, 2005.
- Norbert Loh: Die Märchen der Königskinder. Geschichten für kleine Prinzen und Prinzessinnen. Droemer Knaur, 2007.
- Norbert Loh: "Königliche Augenblicke 2015". Der große royale Wandkalender
- Norbert Loh: The Royal Family. Populäre Irrtümer und andere Wahrheiten. Klartext, 2021.